# Louise af Sverige-Norge
 "Louise af Sverige" omdirigeres hertil. For andre personer med samme navn, se Louise af Sverige (flertydig).
Louise af Sverige og Norge (dansk: Louise Josephine Eugenie; svensk: Lovisa Josefina Eugenia; 31. oktober 1851 – 20. marts 1926) var dronning af Danmark fra 1906 til 1912 som ægtefælle til Kong Frederik 8.
Louise var født som prinsesse af Sverige og Norge og var det eneste barn af kong Karl XV af Sverige-Norge. Selv om hendes far gentagne gange forsøgte at få ændret tronfølgelovens bestemmelser for at gøre det muligt for Lovisa at blive hans tronarving, kunne hun som kvinde på daværende tidspunkt ikke arve den svenske trone. I 1869 blev hun gift med den senere Kong Frederik 8. af Danmark. Den udprægede skandinavisme i de nordiske lande på dette tidspunkt gjorde en ægteskabsforbindelse mellem de to kongehuse populært. Ægteskabet blev dog ikke udelt vellykket, da de to ægtefæller ikke havde mange fælles interesser. I befolkningen vedblev hun at være populær, mens hun i familien aldrig blev særlig afholdt, da hendes religiøsitet og småborgerlige anskuelser ikke faldt i familiens smag. Parret boede på Amalienborg og fik Charlottenlund Slot som sommerresidens. De fik otte børn, heriblandt Kong Christian 10. af Danmark og Kong Haakon 7. af Norge.

## Biografi

### Fødsel og familie
Prinsesse Lovisa af Sverige og Norge blev født den 31. oktober 1851 på Stockholms Slot. Hun var det første barn af den daværende Kronprins Karl af Sverige-Norge i hans ægteskab med Lovisa af Nederlandene. Hun tilhørte dermed den nye svenske kongeslægt, Bernadotte, der i 1818 havde overtaget den svenske trone.
Året efter kom Prinsesse Lovisas lillebror, den længe ventede tronfølger Prins Carl Oscar, til verden. Den lille prins døde imidlertid i 1854, og Lovisa blev enebarn i en alder af tre år. Tragedien blev endnu større, da det stod klart, at hendes mor, på grund af en skade hun havde pådraget sig i forbindelse med Carl Oscars fødsel, ikke kunne få flere børn. Moderen siges at have tilbudt Kronprins Karl skilsmisse, hvad han dog nægtede. Lovisa forblev dermed enebarn. Da den daværende svenske tronfølgelov fra 1810 fastlagde, at der kun var mandlig tronfølge i Sverige, kunne Lovisa som kvinde ikke arve den svenske trone.
Kong Oscar 1. døde den 8. juli 1859, og den da syvårige Prinsesse Lovisas far efterfulgte ham som konge af Sverige og Norge under navnet Karl 15. Efter sin tronbestigelse forsøgte hendes far gentagne gange at få ændret tronfølgelovens bestemmelser for at gøre det muligt for Lovisa at blive hans tronarving. Da hans bror arveprins Oscar fra 1858 og frem blev far til flere sønner, blev det imidlertid ikke anset for nødvendigt. Tilstedeværelsen af mandlige tronarvinger i slægten Bernadotte, gjorde at kongen ikke kunne sikre sig støtte til en forfatningsændring, der ville gøre hans bror og nevøer arveløse blot for at tilfredsstille hans ønske om, at hans eget barn skulle bestige tronen; under alle omstændigheder kunne en datter foretage et fordelagtigt ægteskab og blive dronning i et andet rige, som det også skete for Lovisa, der til gengæld arvede særdeles mange smykker og var yderst velhavende.

### Opvækst og ungdom
Lovisa havde en lykkelig barndom. Som forældrenes eneste barn blev hun højt elsket og forkælet af sine forældre. Hun skal have lignet sin far i væremåde og sin mor i udseende og bliver beskrevet som energisk, selskabelig, maskulin og ganske fordringsløs. Hendes far behandlede hende som en søn, og de havde et nært forhold. Under sin tid i Sverige var Lovisa populært kendt som Sessan (forkortelse af prinsessan), mens hun i sine unge år kaldte sig selv for Stockholmer-rendestensungen. Det chokerede hendes onkel, den senere kong Oscar 2. af Sverige, der fandt det chokerende, at ordet blev brugt om en prinsesse, og forsøgte at få Louise til at holde op med at lade ordet passere hendes læber.
I hendes fars regeringstid blev der ofte arrangeret børneballer for Sessan på slottet i Stockholm, som dengang var højdepunktet i det gode selskabs børneballer, og som hendes fætre, prins Oscars sønner, ofte blev inviteret med til. Hendes boglige uddannelse blev varetaget af hendes guvernante Hilda Elfving fra 1857 til 1860. En overgang havde hun også en engelsk guvernante, "Miss Brown". I 1862 blev hun og hendes mor elever hos Nancy Edberg, der var pioner inden for svømning for kvinder. Svømmesporten blev i første omgang ikke anset for at være helt passende for kvinder, men da dronningen og hendes datter støttede den ved at deltage i undervisning, kom svømning hurtigt på mode og blev accepteret for kvinder.

### Forlovelse og ægteskab
Spørgsmålet om Prinsesse Lovisas fremtidige ægteskab blev tidligt genstand for spekulation. Den mest populære ægteskabskandidat var Kronprins Frederik af Danmark, der var den ældste søn af kong Christian 9. og dronning Louise af Danmark. Denne ægteskabsforbindelse blev anset for at være ønskelig af flere grunde. På trods af tidens udprægede skandinavisme i de nordiske lande, var forholdet mellem det danske og det svensk-norske kongehus anspændt. Ved den barnløse Frederik 7.'s død, havde der været kraftig stemning i Danmark for at udnævne Karl 15. eller hans broder Prins Oscar til dansk konge i stedet for Christian 9., der blev mistænkt for at være tyskvenlig. Samtidig var der skuffelse i Danmark, over at Sverige-Norge, på trods af tidens politiske skandinavisme, ikke havde støttet Danmark mod Preussen og Østrig under den Anden Slesvigske Krig i 1864. Efter 1864, begyndte både Danmark og Sverige-Norge at diskutere en symbolsk forsoning mellem de to lande ved at arrangere et ægteskab mellem Prinsesse Lovisa og Kronprins Frederik.
Alligevel havde begge parter reservationer overfor forbindelsen. Karl 15. var kritisk indstillet over for Christian 9., hvis personlige egenskaber han tvivlede på, men han ønskede alligevel at se sin datter indgå et fordelagtigt ægteskab og blive Danmarks dronning. Også det danske kongehus havde forbehold over for alliancen, da prinsesse Lovisa ikke var nogen skønhed, og hendes kommende svigermor, dronning Louise, frygtede, at hendes personlighed ikke passede ind i den danske kongefamilie. Familien vidste dog, at ægteskabet på grund af tidens skandinavisme ville være populært, og efter krigen i 1864 ville ægteskabet med den svenske prinsesse være at foretrække frem for et ægteskab med en tysk prinsesse, hvilket ville have været det sandsynlige alternativ. Desuden var Prinsesse Lovisa rig i modsætning til den danske kongefamilie
Lovisa og Frederik var blevet introduceret for hinanden første gang allerede i 1862, da prinsessen var elleve og prinsen nitten år. Karl 15. ønskede dog ikke at tvinge sin elskede datter til et arrangeret ægteskab og overlod derfor den endelige beslutning helt til hende selv. Den 14. april 1868 blev der arrangeret et møde mellem Lovisa og Frederik på Bäckaskog slot i Skåne. Da udfaldet var afhængigt af, om Lovisa kunne lide Frederik eller ej, var ingen af gæsterne blevet informeret om årsagen til, at de var blevet inviteret til Bäckaskog i tilfælde af, at Lovisa ville sige nej. Hverken hendes onkel Oscar eller hans kone Sofia vidste derfor, hvorfor de var blevet inviteret, og bortset fra Frederik var kun den danske konge til stede fra den danske kongefamilie. Kronprinsen forelskede sig straks i prinsessen, og også Lovisa skal også have været tilfreds og glad i sin vurdering af Frederik. Forlovelsen blev indgået allerede dagen efter, den 15. juli 1868, hvor Karl 15. gav besked om indgåelsen under frokosten på Bäckaskog slot. Tingene var gået så hurtigt, at et par officerer i al hast blev sendt afsted for at bestille et par ringe til parret i Kristianstad.
I løbet af forlovelsesperioden i vinteren 1868–1869 lærte Lovisa dansk og studerede dansk litteratur, kultur og historie under vejledning af den norske digter og kunsthistoriker Lorentz Dietrichson. Parret blev viet året efter den 28. juli 1869 i slotskirken på Stockholms Slot af ærkebiskoppen af Uppsala Henrik Reuterdahl. Brylluppet blev afholdt under udfoldelse af stor pomp og pragt i Sverige, og prinsessens medgift var udelukkende fremstillet i Sverige. Ægteskabet blev hilst velkommen af alle tre lande som et symbol på den nye skandinavisme. Lovisa var den første svenske prinsesse, der blev gift ind i det danske kongehus siden Ingeborg Magnusdatter var blevet gift med Erik Menved i 1296. Prinsesse Lovisas bryllup var desuden første gang en svensk kongedatter var blevet gift bort siden prinsesse Ulrika Eleonoras bryllup med Frederik 1. af Hessen-Kassel i 1715, og Lovisa var dermed den første prinsesse fra Huset Bernadotte, der giftede sig.

### Kronprinsesse af Danmark
Den 10. august 1869 gjorde parrets deres indtog i København, hvor de fik en varm modtagelse. Med Louises indtræden i den danske kongefamilie fulgte også en hel del pragtfulde smykker. Ved ankomsten til København i 1869 kunne hendes smykker fylde et billardbord. Heriblandt var perlepoiresættet, der ofte er blevet båret af dronning Margrethe 2., og rubinsættet, der bæres af dronning Mary.
Kronprinsparret fik bolig i Frederik VIII's Palæ på Amalienborg og fik tildelt Charlottenlund Slot nord for København som sommerbolig. Her havde de et fristed langt væk fra hoflivet på Amalienborg og her blev flere af deres børn født. Frederik og Louise fik otte børn, der blev født mellem 1870 og 1890: prins Christian (den senere kong Christian 10.), prins Carl (den senere kong Haakon 7. af Norge), prinsesse Louise, prins Harald, prinsesse Ingeborg, prinsesse Thyra, prins Gustav og prinsesse Dagmar. Grundet de mange børn blev Charlottenlund slot ombygget for at kunne rumme den store familie, og 1880-81 blev slottet udvidet med kuppel og sidefløje.
Louise fik en vanskelig tid som kronprinsesse, selv om hun vedblev at være populær i befolkningen. Hun blev set som intelligent og skal have haft let ved at optræde folkeligt og ubesværet i officielle sammenhænge, hvor hun blev beskrevet som majestætisk og imponerende. Men hun blev aldrig særlig afholdt ved hoffet eller i den danske kongefamilie, og ægteskabet medførte ikke den ønskede forbedring i forholdet mellem de danske og svenske kongehuse. Tværtimod blev Louise, der bare var 17 år gammel, da hun kom til Danmark, frosset ud af kongefamilien, hvor hendes udadvendte svigermor, dronning Louise, havde en dominerende indflydelse. Hendes selvbevidste svigerinder Alexandra og Dagmar brød sig ikke om hende, og kronprinsen var for veg til at støtte sin hustru. Kun til sin yngste svigerinde, Prinsesse Thyra, havde hun et godt forhold. Hendes personlighed og væremåde passede ikke ind ved det danske hof, hvor hendes kække ligefremhed kunne fremkalde bestyrtelse. Da hendes svigermor på et tidspunkt beordrede hende til at skifte frisure, havde hun svaret med den jargon, hun havde været vant til i Sverige: "Tag den med ro, Pedersen", hvad der gjorde Dronning Louise så vred, at hun bad kronprinsparret om at forlade landet i tre måneder. Kronprinsesse Louise fortalte den svenske besøgende Fritz von Dardel, at hendes svigermor forsøgte at placere hende i skyggen selv i officielle sammenhænge, hvor hendes tilstedeværelse var påkrævet: ved en lejlighed havde dronningen afvist en anmodning fra en gruppe besøgende studenter fra Uppsala universitet om at synge for kronprinsessen. Da Dardel spurgte til årsagen, svarede Louise: "Af jalousi, selvfølgelig". Hendes religiøsitet og småborgerlige anskuelser faldt ikke i familiens smag, og hendes ægteskab blev heller ikke udelt vellykket. De to ægtefæller havde ikke mange fælles interesser.
Louise grundlagde en række velgørenhedsinstitutioner og interesserede sig for håndarbejde og religion, hvor især Indre Missions tanker og ideer vandt genklang.

### Dronning
Den 29. januar 1906 døde kong Christian 9. efter en regeringstid på over 42 år, og Frederik besteg tronen som kong Frederik 8. Louise blev derved dronning af Danmark efter have været kronprinsesse i 36 år.
Som dronning skal Louise have holdt sig velorienteret og politisk opdateret men aldrig have blandet sig i politiske spørgsmål. Hun var fortsat afholdt i befolkningen for sit sociale engagement, velgørenhedsarbejde og pligtopfyldelse. Sammen med sin mand tog hun på flere officielle besøg i udlandet, lige som de ofte rejste rundt i Danmark.
Hendes tid som dronning blev dog kort, da Frederik 8. døde af hjertetilfælde i Hamborg allerede i 1912 efter en regeringstid på bare seks år.

### Enkedronning
Som enke var Louise den sidste danske dronning, der bar titlen enkedronning. Hun fortsatte sit velgørenhedsarbejde, og tog sig af sine ugifte børn. Hun byggede 1915-1917 godset Egelund Slot og overlod det til sin yngste ugifte søn, prins Gustav. Hendes yngste datter, prinsesse Dagmar, blev til trods for hendes modvilje gift under sin stand med en brevadelig godsejer i 1922.
Dronning Louise døde 20. marts 1926 på Amalienborg og blev begravet i Roskilde Domkirke.

## Børn
| Navn                       | Født                       | Død                        | Bemærkninger |
| Med Frederik 8. af Danmark | Med Frederik 8. af Danmark | Med Frederik 8. af Danmark | Med Frederik 8. af Danmark                                                                                            |
| -------------------------- | -------------------------- | -------------------------- | --- |
| Christian 10.              | 26. september 1870         | 20. april 1947             | Konge af Danmark 1912–1947 og Island 1918–1944 Gift 26. april 1898 med Hertuginde Alexandrine af Mecklenburg-Schwerin |
| Carl (Haakon 7.)           | 3. august 1872             | 21. september 1957         | Konge af Norge 1905–1957 Gift 22. juli 1896 med Prinsesse Maud af Storbritannien                                      |
| Louise                     | 17. februar 1875           | 4. april 1906              | Gift 5. maj 1896 med Prins Frederik af Schaumburg-Lippe                                                               |
| Harald                     | 8. oktober 1876            | 30. marts 1949             | Gift 28. april 1909 med Prinsesse Helena af Slesvig-Holsten-Sønderborg-Glücksborg                                     |
| Ingeborg                   | 2. august 1878             | 12. marts 1958             | Gift 27. august 1897 med Prins Carl af Sverige                                                                        |
| Thyra                      | 14. marts 1880             | 2. november 1945           | |
| Gustav                     | 4. marts 1887              | 5. oktober 1944            | |
| Dagmar                     | 23. maj 1890               | 11. oktober 1961           | Gift 23. november 1923 med Hofjægermester Jørgen Castenskiold                                                         |

## Anetavle
|  |                          |  |  |  |  |  |  |  |  |  |  |  |  |  |  |  |
|  | Oscar 1. af Sverige      |  |  |  |  |  |  |  |  |  |  |  |  |  |  |  |
|  |                          |  |  |  |  |  |  |  |  |  |  |  |  |  |  |  |
|  |                          |  |  |  |  |  |  |  |  |  |  |  |  |  |  |  |
|  | Karl 15. af Sverige      |  |  |  |  |  |  |  |  |  |  |  |  |  |  |  |
|  |                          |  |  |  |  |  |  |  |  |  |  |  |  |  |  |  |
|  |                          |  |  |  |  |  |  |  |  |  |  |  |  |  |  |  |
|  | Josefine af Leuchtenberg |  |  |  |  |  |  |  |  |  |  |  |  |  |  |  |
|  |                          |  |  |  |  |  |  |  |  |  |  |  |  |  |  |  |
|  |                          |  |  |  |  |  |  |  |  |  |  |  |  |  |  |  |
|  | Louise af Sverige-Norge  |  |  |  |  |  |  |  |  |  |  |  |  |  |  |  |
|  |                          |  |  |  |  |  |  |  |  |  |  |  |  |  |  |  |
|  |                          |  |  |  |  |  |  |  |  |  |  |  |  |  |  |  |
|  | Frederik af Nederlandene |  |  |  |  |  |  |  |  |  |  |  |  |  |  |  |
|  |                          |  |  |  |  |  |  |  |  |  |  |  |  |  |  |  |
|  |                          |  |  |  |  |  |  |  |  |  |  |  |  |  |  |  |
|  | Louise af Nederlandene   |  |  |  |  |  |  |  |  |  |  |  |  |  |  |  |
|  |                          |  |  |  |  |  |  |  |  |  |  |  |  |  |  |  |
|  |                          |  |  |  |  |  |  |  |  |  |  |  |  |  |  |  |
|  | Louise af Preussen       |  |  |  |  |  |  |  |  |  |  |  |  |  |  |  |
|  |                          |  |  |  |  |  |  |  |  |  |  |  |  |  |  |  |
|  |                          |  |  |  |  |  |  |  |  |  |  |  |  |  |  |  |